# Bureau d'études Makeïev
Le bureau d'étude Makeïev (également nommé OKB Makeïev) est une société russe de conception de missiles situé à Miass, en Russie. Ouvert en décembre 1947 sous l'appellation SKB-385, la société est le principal concepteur de missiles mer-sol balistiques stratégiques (SLBM) en Russie. L'organisation a été nommée en l'honneur de Victor Makeïev. Son nom officiel complet est Centre des lanceurs académicien V.P. Makeïev.
En 1965, dans le cadre de la réorganisation de l'industrie spatiale qui accompagne l'arrivée au pouvoir du dirigeant soviétique Léonid Brejnev, le SKB-385 est rebaptisé Bureau d'études de construction mécanique (KBM). Il est alors rattaché au ministère des Constructions mécaniques (MOM), un ministère spécialisé créé pour améliorer la coordination des bureaux d'études travaillant dans le spatial en recherche appliquée ainsi que des unités de production associées.

## Missiles et lanceurs
- Scud, produit à 300 exemplaires par an jusqu'aux années 1980
- R-11 Zemlya
- R-29 Vysota
- R-29RM Shtil
- Volna
- R-29RMU Sineva (en)
- R-39 (en)